# AIDAnova
AIDAnova — перше круїзне судно, головна енергетична установка якого розрахована на використання зрідженого природного газу.
Корабель замовили у 2015 році на розташованій в Папенбурзі Meyer Werft для німецького круїзного оператора AIDA Cruises. Закладення кіля відбулось 4 вересня 2017-го, а завершилось будівництво у 2018 році. Судно використовують для круїзів між Канарськими островами та Мадейрою.
AIDAnova при екіпажі у 1500 осіб спроможне взяти у круїз 5200 пасажирів, для розміщення яких передбачено 2626 кают у 21 категорії. Як і належить круїзному судну, воно насичене численними та різноманітними об'єктами для розваг та відпочинку.
AIDAnova обладнане чотирма двопаливними двигунами Caterpillar, які можуть працювати як на традиційних нафтопродуктах, так і на ЗПГ. Використання останнього виду палива забезпечуватиме істотне зменшення викидів різноманітних шкідливих речовин (сполук сірки, оксидів азоту, діоксиду вуглецю).
Судно, спорудження якого коштувало 700 млн євро, стало першим у серії (клас Helios). Можливо також відзначити, що компанія AIDA Cruises у 2016—2017 роках вже отримала два круїзні лайнери з можливістю використання ЗПГ — AIDAprima та AIDAperla — проте вони застосовують це паливо як допоміжне, для виробництва електроенергії під час стоянок.